# Gustaaf Willem Hendrik van Imhoff
Gustaaf Willem Hendrik baron van Imhoff (Groningen, 16 maart 1801 - aldaar, 1 januari 1890) was een Nederlands jurist en politicus.

## Leven en werk
Van Imhoff, zoon van de eerste gouverneur van Groningen, Gustaaf Willem baron van Imhoff en Anna Judith barones Sloet tot Twee Nijenhuisen, studeerde evenals zijn vader rechten aan de universiteit van Groningen en promoveerde aldaar in 1824. Hij begon zijn loopbaan als substituut-officier in Groningen. Van 1838 tot 1843 was hij advocaat-generaal bij het gerechtshof aldaar en vervolgens vanaf 1843 raadsheer. Vanwege zijn benoeming tot burgemeester per 9 januari 1849 werd hij eervol ontslagen als raadsheer. Van Imhoff werd bij zijn benoeming gekarakteriseerd als iemand die hoog staat aangeschreven in de algemeene achting wegens zijn kunde en regtschapenheid. Hij volgde Jan Willem Cornelis baron van Ittersum op, die moest aftreden vanwege de cumulatie van de door hem vervulde functies. Tijdens zijn burgemeesterschap was Van Imhoff enige tijd lid van Provinciale Staten van Groningen (1849-1850). Na zijn vertrek als burgemeester keerde hij terug in zijn oude functie van raadsheer bij het gerechtshof te Groningen. Deze functie zou hij blijven vervullen tot 1872, op het eind van zijn carrière als vicepresident van het hof.
In 1853 werd Van Imhoff in het kiesdistrict Groningen naar voren geschoven door de conservatief protestantse kiesvereniging Koning en Vaderland voor de verkiezingen van de Tweede Kamer. Hij verloor deze verkiezingsstrijd echter van de liberale kandidaat Steven Blaupot ten Cate.
Van Imhoff trouwde in 1831 met Antonia Munniks, dochter van de dochter van de ontvanger Bernardus Munniks en Maria Venhuizen. Hij werd in 1851 bij het bezoek van koning Willem III aan Groningen benoemd tot commandeur in de Orde van de Eikenkroon.
- Biografisch Portaal: 91838943
- International Standard Name Identifier: 0000 0003 9003 0969
- Nederlandse Thesaurus van Auteursnamen: 124319203
- Virtual International Authority File: 283598134
- WorldCat: E39PBJw4CyYjK8y6d9wHpqHV4q